# Niederländische Kriegsgräberstätte Hamburg
| Friedhof                                                              | Friedhof          |
| --------------------------------------------------------------------- | ----------------- |
| Niederländische Kriegsgräberstätte Hamburg (Erebegraafplaats Hamburg) |                   |
| Land:                                                                 | Deutschland       |
| Region:                                                               | Hamburg           |
| Ort:                                                                  | Friedhof Ohlsdorf |
| Einweihung:                                                           | 30. Juni 1953     |

Die niederländische Kriegsgräberstätte Hamburg (auf Niederländisch: Ereveld Hamburg) befindet sich innerhalb des Friedhofs Ohlsdorf, der im Stadtteil Ohlsdorf der Stadt Hamburg in Deutschland liegt. Das niederländische Ehrenfeld liegt in der Nähe des östlichen Eingangs zum Friedhof (Bramfeld, Bramfelder Chaussee) und etwas weiter entfernt von Kapelle 13. 

## Opfer

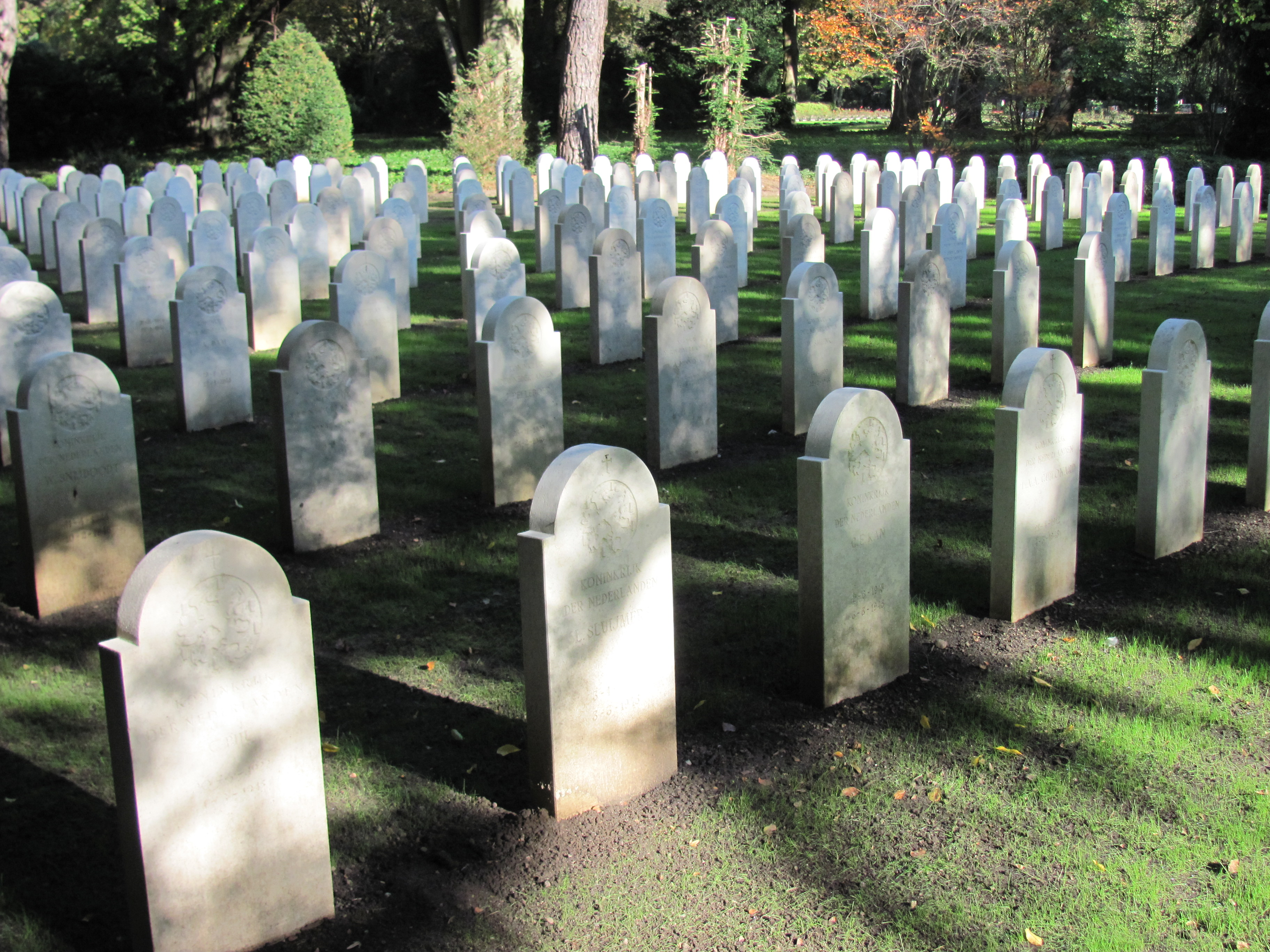
Niederländische Kriegsgräberstätte in Hamburg (Ereveld Hamburg) mit 350 Gräbern

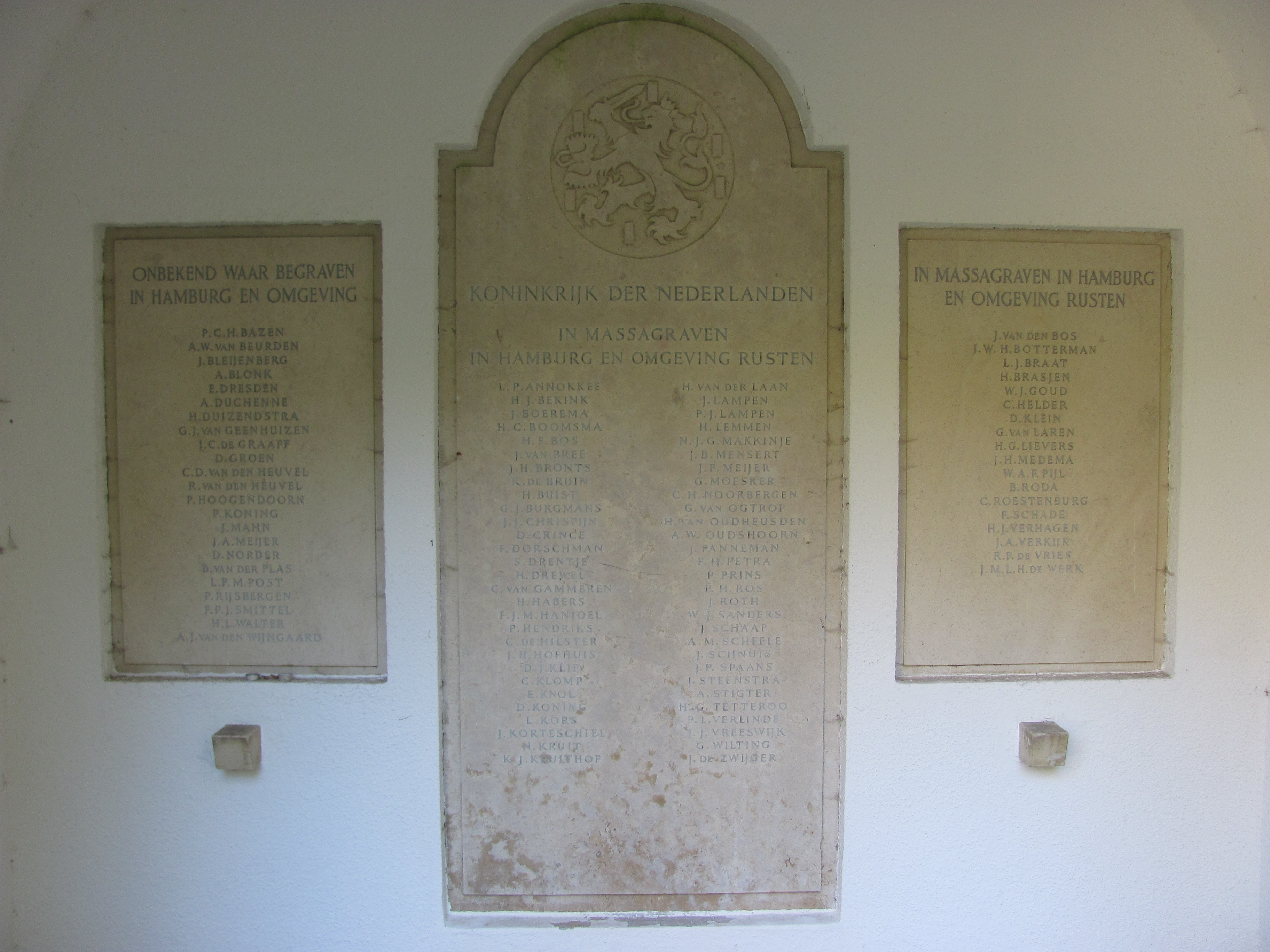
Drei Gedenktafeln für 99 weitere niederländische Weltkriegsopfer

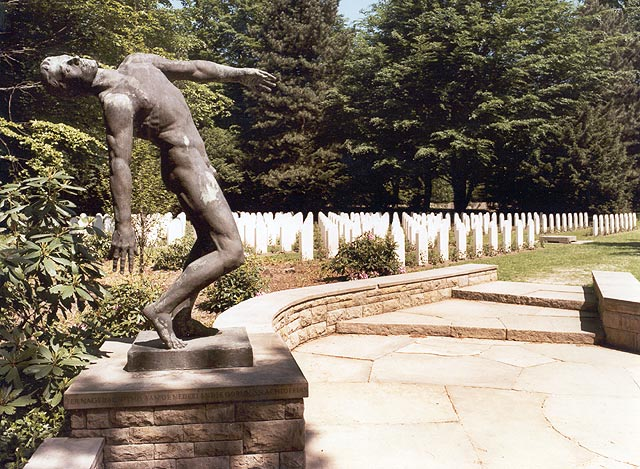
Skulptur „Der fallende Mann“ (Monument vallende man) auf der niederländischen Kriegsgräberstätte Hamburg für die Toten des Konzentrationslagers Neuengamme

In den Gräbern sind die niederländischen Toten aus Hamburg und Umgebung beigesetzt, die in Konzentrationslagern, durch NS-Zwangsarbeit und beim sogenannten Arbeitseinsatz starben. In der Kriegsgräberstätte selber ruhen 350 niederländische Opfer, die während des Zweiten Weltkrieges in deutschen Konzentrationslagern umkamen. Auf drei Gedenktafeln wird auch namentlich der hundert niederländischen Opfer gedacht, die in Konzentrationslagern umkamen, von denen man aber nicht weiß, wo sie begraben sind. Eine Namensliste der im Zweiten Weltkrieg gestorbenen niederländischen Soldaten liegt vor.
Die Skulptur ist eine Variante des Monuments des fallenden Mannes von Cor van Kralingen für die Opfer des Konzentrationslagers Neuengamme.

## Niederländischen Kriegsgräberstätten in Deutschland
- Bremen
- Düsseldorf
- Frankfurt
- Niederländische Kriegsgräberstätte Hamburg
- Hannover
- Lübeck
- Osnabrück

## Weitere niederländische Kriegsgräber und Gedenkstätten
- Auf dem Neuen Friedhof Harburg sind im zentralen Bereich in einer ovalen Rasenfläche niederländische Opfer zusammen mit Opfern aus anderen Nationen beigesetzt.[4]
- In der KZ-Gedenkstätte Neuengamme wird der nach der Razzia von Putten deportierten und ermordeten Einwohner von Putten (Gelderland) gedacht.
- Cap Arcona: Gräber und Gedenkstätten entlang der Lübecker Bucht für die bei der Bombardierung des Schiffes Cap Arcona Gestorbenen.
- Reichswald Forest War Cemetery